# Anonymous (Tomahawk)
Anonymous è il terzo album in studio del supergruppo statunitense Tomahawk, pubblicato nel 2007.

## Il disco
Si tratta del primo disco realizzato senza il bassista Kevin Rutmanis.
Il lavoro si basa su composizioni di musica dei Nativi americani ricercate da Duane Denison.
L'unico singolo estratto dall'album è stato Sun Dance.

## Tracce
1. War Song – 3:25
2. Mescal Rite 1 – 2:53
3. Ghost Dance – 3:44
4. Red Fox – 3:04
5. Cradle Song – 4:11
6. Antelope Ceremony – 4:00
7. Song of Victory – 1:13
8. Omaha Dance – 3:57
9. Sun Dance – 3:02
10. Mescal Rite 2 – 5:51
11. Totem – 3:04
12. Crow Dance – 3:45
13. Long, Long Weary Day – 1:23

## Formazione
- Mike Patton — voce, tastiera, samples, programmazione, basso
- Duane Denison — chitarra, basso
- John Stanier — batteria